# Polangis
Polangis est un quartier constitué d’une partie du territoire des communes françaises de Joinville-le-Pont et de Champigny-sur-Marne, dans le Val-de-Marne, en Île-de-France, entièrement situé sur l'ancien domaine du château de Polangis, composé de son parc, de sa ferme et de ses champs, le tout loti progressivement de la fin du XIXe siècle jusqu'en 1929.

## Le quartier de Polangis
Le quartier de Polangis est bordé au Nord et à l’Ouest par la Marne, rivière affluent de la Seine, au Sud par l’axe de l'ancienne route nationale 4 (baptisée avenue Galliéni dans Joinville-le-Pont, et anciennement Route de Brie) et à l’Est par le Parc du Tremblay, anciennement Hippodrome du Tremblay, et historiquement ancienne Ferme du Tremblay.
Le nom de "Polangis" vient de l'appellation latine "Portus Longini" qui devint ensuite au fil des années, Port-Longin, Porleng, Polengy, Poulangy et Poulangis (le seul nom utilisé jusqu'en 1880), puis enfin Polangis.
Les habitants du quartier de Polangis se nomment les "Polangeois".
En 1926, Polangis compte 3 728 habitants dans la partie la plus importante du quartier qui est rattachée à Joinville (70 hectares). En 1999, la population atteint 4 354 habitants. 
L'autre partie, plus réduite, est rattachée à Champigny, mais elle est complètement enclavée entre Joinville le Pont et le Parc du Tremblay. Elle comprend environ 900 personnes. 
En 2012, les habitants de cette partie ont formé une association "Réunissons Polangis", pour demander leur rattachement à la commune de Joinville-le-Pont, berceau historique et unique du quartier de Polangis, et ainsi réunifier l'ensemble du quartier sur l'emplacement de l'ancien parc du château de Polangis. Une pétition rassemblant 411 habitants sur 700 a demandé expressément ce rattachement : l'association a déposé à ce titre, en avril 2013, un dossier à la Préfecture du Val-de-Marne. 
En 2014 : jusqu'aux élections municipales de mars 2014, le Préfet ne pouvait enclencher la procédure de rattachement, mais depuis avril 2014 le préfet est en mesure de mettre en place une enquête publique et une commission locale composée d'habitants du quartier (élus spécifiquement) aux fins d'établissements de rapports, puis de demander leur avis aux deux conseils municipaux, puis de transmettre le dossier au Ministère de l'intérieur. En l'absence de réaction du Préfet, l'association "Réunissons Polangis" a déposé un recours administratif au tribunal administratif de Melun en décembre 2014 pour l'obliger à s’exécuter et à respecter la loi.
En 2016, le tribunal administratif a ordonné l'ouverture de l'enquête publique. Celle-ci est terminée fin 2016 et un avis favorable a été donné à la réunification du quartier de Polangis (voir site de Réunissons Polangis). La mairie de Champigny ayant fait un recours contre la décision du tribunal administratif, la Cour administrative d'appel de Paris a confirmé le premier jugement et condamné la mairie de Champigny en novembre 2017. En mai 2018, dans le cadre de l'application du Code général des collectivités territoriales, la préfecture du Val-de-Marne organise un scrutin pour élire une commission consultative d'habitants .D'autres étapes, notamment de consultation des élus locaux seront nécessaires avant une réunification inéluctable.
Depuis fin 2017, un collectif de campinois, opposés au changement de commune, s'est constitué. Le changement n'est pas inéluctable, mais sera décidé par le Préfet.
Le quartier compte le collège Jules-Ferry (1938), l'école maternelle de Polangis (1965), l'école primaire de Polangis (1896), l'église catholique Sainte-Anne de Polangis (1906-1910), un théâtre, baptisé du nom de François Dyrek (2001), sans oublier la célèbre guinguette "Chez Gégène" (1918) et le Bowling (ex site de Chez Maxe) juste à côté, et le "Petit Robinson" (à l'abandon depuis plusieurs années, en cours de réhabilitation et d'agrandissement depuis avril 2013) et l'ancienne guinguette "Pomme d'Api" devenue restaurant de l'ANAS (association de la police nationale). Tous ces équipements sont situés uniquement sur la commune de Joinville-le-Pont.
Deux grandes artères de ce quartier portent le nom de Polangis : le Quai de Polangis (depuis le pont de Joinville jusqu'aux guinguettes), qui borde ainsi le quartier le long de la Marne, et le Boulevard de Polangis (de l'avenue Galliéni jusqu'aux guinguettes), qui traverse quant à lui, le quartier du Nord au Sud.

## Histoire
Le lin produit sur les terres de la Brie servait au Moyen Âge à fabriquer des fibres pour les vêtements et à produire de l'huile pour l'alimentation et l'éclairage. Au XIIe siècle, un bac permet le passage de la Marne, à l'emplacement actuel du pont de Joinville.
En 1205, les moines de l'abbaye de Saint-Maur construisent le premier pont sur la Marne pour relier leurs terres de Portus Longini, qui deviendra Poulangis (XIXe siècle) puis Polangis.
L’existence d’un manoir sur le territoire de Polangis est attestée en 1207. En 1623, il est vendu par les frères minimes de Vincennes à Charles Valdir (ou Valliech), secrétaire du duc d'Épernon. Le manoir est reconstruit après avec un parc agrémenté de grottes en rocaille en 1748.
En 1790, il est la propriété d’André Riquetti, vicomte de Mirabeau, dit « Mirabeau-Tonneau » (1754–1795), député royaliste à l’Assemblée constituante, mort en exil à Fribourg-en-Brisgau et frère d’Honoré de Mirabeau. Le territoire est partiellement inclus dans la nouvelle commune de La Branche-du-Pont-de-Saint-Maur, constituée en 1793. 
En 1801, le château est acquis par le général Nicolas Oudinot (1767-1847) qui organise le 5 floréal an X (2 avril 1802) un dîner d’officiers hostiles à Bonaparte (les généraux Delmas et Marmont, le colonel Fournier).

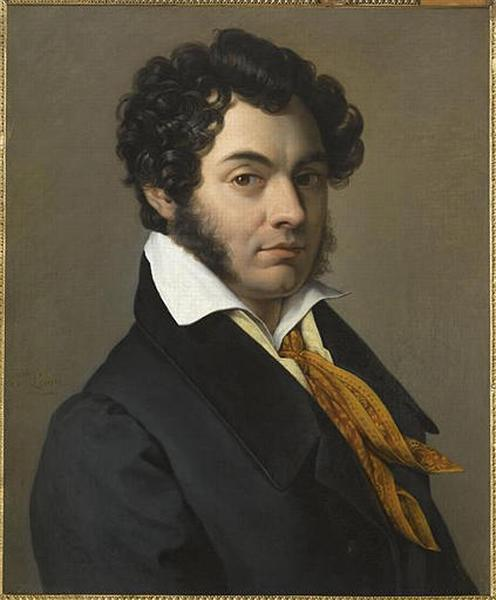
Portrait de Charles-Pierre Chapsal, par Sophie Lemire

Charles-Pierre Chapsal (1787-1858), grammairien maire de Joinville-le-Pont de 1843 à 1848, puis de 1852 jusqu'à sa mort, en devient le propriétaire et le lègue à son fils adoptif, Auguste Courtin, également maire de Joinville-le-Pont, de 1858 à 1875.
Le château de Poulangis, seule construction dans la plaine avec la ferme du Tremblay, est un point stratégique au cours de la bataille de Champigny pendant le siège de Paris durant la guerre franco-allemande de 1870. Le Général Ducrot en fit même son quartier général. Pendant les combats, le pont de Joinville fut détruit. 
En 1812, le cadastre napoléonien a été chargé de délimiter précisément les communes : comme les délais étaient courts et que les arbres cachaient la vue pour les visées, ainsi a été coupé en 2 parties le domaine de Polangis par une ligne droite, partant du sud de l'ile de beauté à Nogent, vers la Fourchette. La plus grande partie (environ 88%) revenant à ce qui n’était pas encore la commune de Joinville, l’autre, la plus petite, à Champigny. La commune de Joinville ne fut créée que plus tard. 
En 1881, les héritiers de Courtin vendent le domaine à Joseph-Arthur-Théophile Battarel, à Constantin-Ernest Chavignot et à Pierre-Ernest Battarel, qui créent la Société Civile Immobilière de Polangis. Une première partie du domaine (environ 17 hectares) est divisée en 323 lots, selon les plans de Me Ratel, ingénieur-géomètre à Vincennes. Le 30 août 1883, un cahier des charges est établi, il comprend 12 pages avec instructions très précises pour les futurs acheteurs : pour la première fois le nom de Polangis est officiellement mentionné. Dans ce cahier des charges de la SCI, datant de 1883, il est précisé que "La Société, tant qu'elle demeurera propriétaire des voies de communications et places, se réserve le droit exclusif de provoquer l'érection de Polangis en commune, ou sa réunion en entier à l'une des deux communes de Joinville-le-Pont ou de Champigny". 130 ans plus tard, on peut constater que ce vœu n’a pas été encore réalisé.
Un bac est créé pour relier le quartier à Nogent-sur-Marne : il exista jusque dans les années 1970. Cette navette existe l'été entre le port de Nogent et "Chez Gégène". Il est question de rétablir cette navette de façon permanente : une expérimentation devait se mettre en place à partir du 15 mars 2015, pour appréhender la fréquentation des passages.
Le reste du quartier sera loti en 1902–1905, puis en 1924–1929. Le château (l'avenue Foch était le chemin menant au château) et sa ferme attenante furent alors détruits vers 1905.
La construction de l’autoroute A4 au-dessus de la Marne, en 1975 et ouverte en 1976, bouleversa le paysage des bords de Marne. Une centaine de pavillons sont détruits à partir de 1974 pour permettre la construction de cet ouvrage aérien, dit "viaduc de Polangis". L’élargissement éventuel de la voie autoroutière, qui est devenue un tronc commun à l'autoroute A4 et à l'autoroute A86, marquera ensuite la vie du quartier avec, en 1988, un projet de doublement du viaduc puis, en 1998, un projet de tunnel sous la Marne. En 2006, un nouveau projet aérien a été présenté, alternativement à un aménagement des ouvrages existants. Le quartier de Polangis est de ce fait très fortement exposé aux nuisances sonores et à la pollution de cet axe autoroutier, sur lequel se produit chaque matin et chaque soir un bel embouteillage, réputé comme étant le plus important embouteillage européen.

## La Marne à Polangis

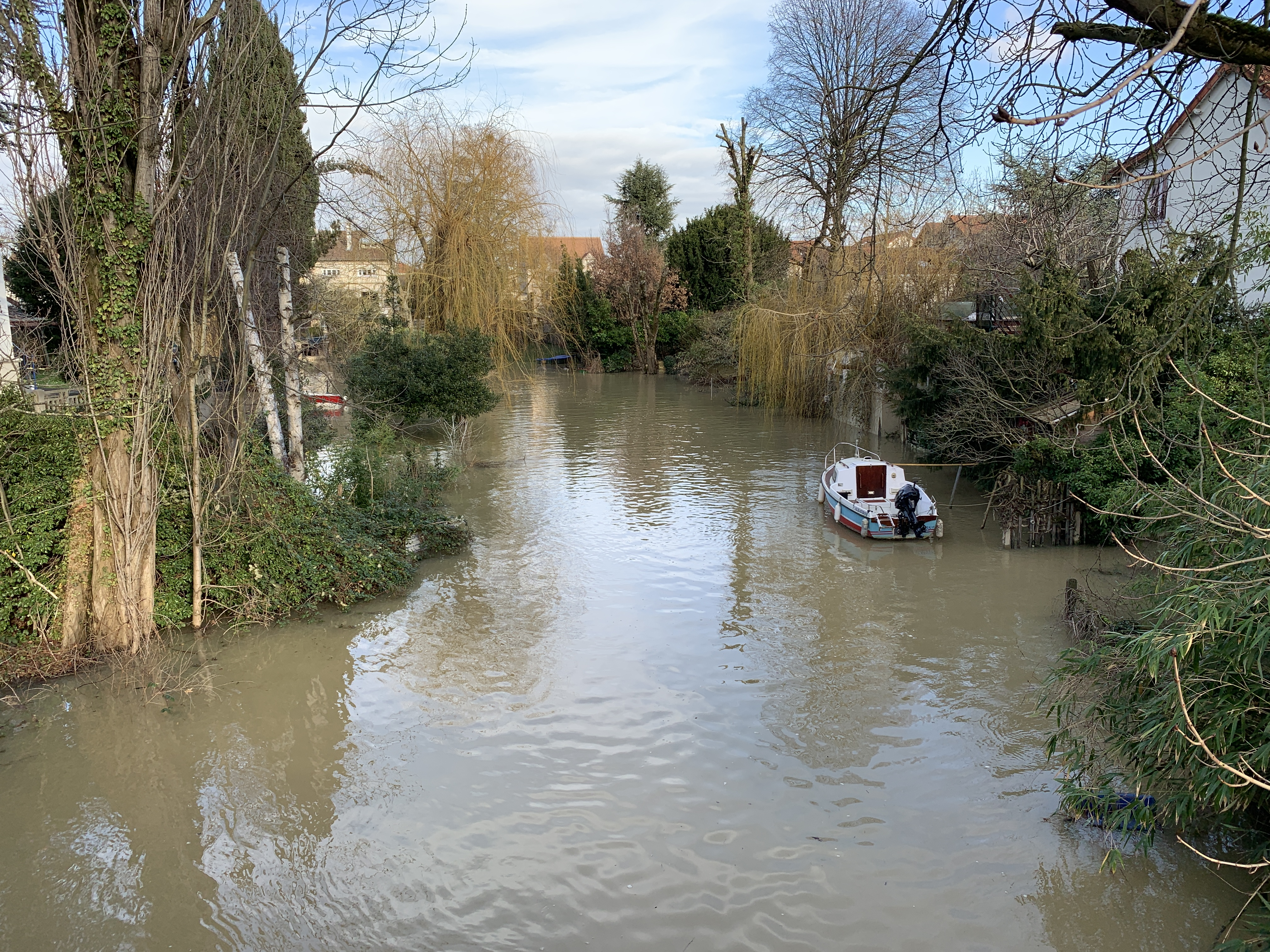
Canal de Polangis.

Le petit bras de Polangis, également appelé rivière ou canal de Polangis ou même ru de Polangis, est un chenal artificiel creusé en 1886 et long de 1 500 mètres, afin de mieux vendre les parcelles environnantes aux Parisiens adeptes du canotage.
Lors l’inondation de 1910, considérée depuis comme une crue centennale, la Marne se réinstalle dans son ancienne plaine alluviale et les deux-tiers du quartier de Polangis sont recouverts d'eau. La crue de 1924 inonde à nouveau le quartier. Cela ne devrait plus se reproduire avec l'aménagement du Lac du Der en 1974, lac artificiel de retenue d'eau de 4 800 hectares d'eau, au sud-ouest de St-Dizier, et au nord-ouest de la ville de Joinville (Haute-Marne). Toutefois le quartier de Polangis est toujours considéré comme potentiellement inondable : il est à déplorer qu'aucune mesure préventive d'information des habitants ne soit faite.
La Société nautique du Métro s’installe en 1928, rejoignant l’Association sportive de la préfecture de police, autre club d'aviron.
Les bords de Marne accueillent notamment le Festival de l’Oh !, organisé par le conseil général du Val-de-Marne, en même temps que la fête municipale des Guinguettes, à la fin du printemps ou au début de l’été.

## Activité économique et associative
L'attrait de la campagne, accessible de Paris par le chemin de fer de la Bastille depuis septembre 1859 amène le développement d’un tourisme de bords de Marne. La première guinguette, la Péniche, s’installe dans les années 1880 à l'emplacement de l'actuel "Gégène". Leur nombre se multipliera et deux d’entre elles ont survécu : une ancienne guinguette "Pomme d'Api" est devenue le restaurant de l'ANAS (association de la police nationale) au 18 quai de Polangis, et Chez Gégène, créée en 1918 par Eugène Favreux, dit "le Gégène". À côté, la guinguette "Le Petit Robinson" créée en 1904 est fermée depuis décembre 2006, et attend les futurs travaux de réhabilitation du repreneur. Elles sont situées sur le quai des Guinguettes, en bord de Marne, à la limite de Champigny.
L’activité cinématographique a été importante, même si elle est principalement concentrée dans le quartier voisin de Palissy. La Société anonyme des Plaques, Pellicules et Papiers photographiques, fondée en 1882 par Joseph Jougla (1847-1927) se fixe à Polangis en 1901 après avoir été située à Nogent, puis au Perreux (deux communes voisines). Elle compte jusqu'à 600 ouvriers, et devient en 1911 l'Union Photographique des Ets Lumière et Jougla réunis à la suite de son association avec les frères Lumière. Elle fabrique des appareils photographiques jusqu'à sa fermeture en 1966. 
Jean Renoir, Julien Duvivier, René Clair, Marcel Carné, Jacques Becker y ont tourné certains de leurs chefs-d’œuvre dans les studios de Joinville dont nombre de travailleurs (couturières, manutentionnaires, cadreurs, éclairagistes) s'étaient installés dans le quartier de Polangis. 
Le quartier compte également des laboratoires d’optique et plusieurs établissements automobiles de petite dimension.
Un marché biologique se tenait sur la place Mozart les 2e et 4e samedi de chaque mois, au cœur même du quartier de Polangis, mais a disparu depuis.
Deux fêtes des voisins sont organisées le 31 mai de chaque année : l'une se déroule sur la place Mozart, et l'autre sur la petite place à l'angle des rues Charles-Tellier et Mabilleau.
Diverses brocantes sont organisées au sein du quartier : en juin c'est la brocante du Quai de Polangis, et en août c'est le vide-greniers de la rue Charles-Infroit. La paroisse organise également en juin deux brocantes dont une se tient autour et en face de l'église de Sainte-Anne de Polangis.

## Pour en savoir plus
- Site de la mairie de Joinville le Pont.
- Site de l'ASEP - Association pour la Sauvegarde de l'Environnement de Polangis et du quai de la marne .
- Site de l'association "Réunissons Polangis" dont le projet citoyen est le rattachement d'une petite partie du quartier de Polangis, situé sur Champigny, au quartier de Polangis de Joinville-le-Pont cette réunification est loin de faire l'unanimité d'autant que les préoccupations sont plus tournées vers la création de communautés de communes d'une taille de 300 ou 400 000 habitants !*Page du Site du Conseil Général du Val de Marne sur le Canal de Polangis
- Site de l'Association Syndicale Autorisée (ASA) des riverains du Canal de Polangis
- Site de la guinguette "Chez Gégène"
- Site de l'histoire de l'église de Sainte-Anne de Polangis
- Site sur les guinguettes sur la Marne